# Troitsk (oblast Tsjeljabinsk)
Troitsk (Russisch: Троицк) is een stad in de Russische oblast Tsjeljabinsk, gelegen aan de Oej (zijrivier van de Tobol, stroomgebied van de Ob) op ongeveer 121 kilometer ten zuiden van Tsjeljabinsk, niet ver van de grens met Kazachstan. De stad vormt het bestuurlijk centrum van het gelijknamige gemeentelijke district Troitski. De stad telde ongeveer 84.000 inwoners bij de laatste volkstelling van 2002.
De stad vormt een spoorkruispunt en een distributie- en handelscentrum voor het mijnbouwgebied van de Zuidelijke Oeral.

## Geschiedenis

### 18e eeuw: militair steunpunt en handelspunt
De stad werd gesticht in 1747 door de Russische diplomaat Ivan Nepljoejev als een fort aan de grensverdedigingslinie langs de Oej (onderdeel van de Siberische linie). Dit fort lag strategisch gesitueerd op de belangrijkste toenmalige karavaanroute tussen Europa en Azië. Tegenover het fort, aan de andere zijde van de rivier werd in 1749 een ruilhandelgebouw geplaatst, dat in dienst bleef tot 1915 (eerst een houten gebouw in 1749, vervolgens een stenen gebouw in 1822). Daarnaast werd een grenspost geplaatst (in 1863 of 1868 gesloten) in verband met de sluiting van het douanedistrict van Orenburg. Per oekaze (november 1749) van Catharina de Grote kreeg Troitsk vanaf mei 1750 toestemming om een markt te organiseren, die elk jaar werd gehouden van mei tot oktober bij het ruilhandelgebouw. Deze markt bleek een groot succes en groeide uit tot een goederenoverslag ter waarde van 2,5 miljoen roebel per jaar in de hoogtijdagen. De handel verplaatste zich echter langzamerhand naar het stadscentrum, waar in 1866 een Gostini Dvor werd gebouwd en waar ook een aantal banken, handelshuizen, een hotel en overheidsgebouwen verrezen, die het aanzien van de stad veranderden.
In mei 1774 speelde de stad een belangrijke rol in de Poegatsjov-opstand, daar Jemeljan Poegatsjov de stad belegerde en tijdelijk veroverde in 1774. Zelf kwam de kozak de stad niet binnen, maar verbleef wel op een heuvel op ruim anderhalve kilometer van de stad, die later naar hem werd vernoemd.
In 1784 kreeg Troitsk per oekaze van Catharina de Grote de status van stad en werd onder jurisdictie van de namestnitsjestvo van Oefa geplaatst als een oejezdstad. In 1804 werd de stad onderdeel van het gouvernement Orenburg

### 19e eeuw: Handelsstad
Geleidelijk groeide Troitsk uit tot een cultureel centrum in de Zuidelijke Oeral. Er verrezen kerkelijke parochiescholen, basisscholen, een districtschool (1830), een parochieschool (1839), een school voor vrouwen (1861) en een school voor "Kirgizische" (Kazachse) kinderen (1861). De vrouwenschool werd in 1870 omgevormd tot een progymnasium. In september 1873 werd en humanistische gymnasium voor mannen geopend. Ook kreeg de stad een gymnasium voor vrouwen. Eerder, in 1850, werd al de madrassa Rasoelia geopend, die werd vernoemd naar de oprichter. In 1879 kreeg de stad de eerste bibliotheek van het gouvernement Orenburg. In 1889 waren er voor 14.000 burgers 8 orthodoxe kerken, 4 moskeeën en 1 synagoge. De stad had dus een grote Russische bevolking, maar er woonden ook veel leden van andere nationaliteiten. In 1898 telde de stad 34 bedrijven, die vooral actief waren in leerlooierijen, met het malen van meel, het smelten van vet, het brouwen van bier, het maken van zeep, kaarsen en lijm en andere activiteiten. Tijdens haar geschiedenis vormde de stad diverse malen het toneel van bittere sociale onrusten, die met name tot uiting kwamen tijdens de Poegatsjov-opstand (1773-1775).

### Sovjetperiode
Tijdens de Russische Burgeroorlog verwisselde de stad verschillende malen van handen tussen bolsjewieken en mensjewieken.
In de Sovjetperiode groeide de stad uit tot een industrieel centrum. Er verrezen een elektromechanische fabriek, machinefabriek, een dieselfabriek en een baksteenfabriek (later gesloten) en kreeg daarnaast bedrijven in de voedingsmiddelensector en lichte industrie en een grote warmte-krachtcentrale (gebouwd tussen 1954 en 1976) met een vermogen van 2045 MW (oorspronkelijk 2500 MW) en nog twee energieblokken van elk 660 MW in aanbouw (gepland voor 2012). Voor de spoorlijnen die de stad doorkruisen werd een locomotiefdepot gebouwd en andere spoorwegvoorzieningen.

## Economie, wetenschap en onderwijs
In de stad bevinden zich een elektromechanische fabriek, machinefabriek en een dieselfabriek, een warmte-krachtcentrale (bij de stad bevindt zich het Stuwmeer van Troitsk, het grootste waterbekken in de Oejrivier). Troitsk vormt daarnaast een grenspost aan de staatsgrens met Kazachstan.
In de stad bevinden zich een veterinair instituut, een technische school voor mechanisatie en elektrificatie van de landbouw, en pedagogische school, medische school en een school voor de burgerluchtvaart. Verder bevinden zich er de Staatsacademie van de Oeral voor Veterinaire Medicijnen en afdelingen van de Staatsuniversiteit van Tsjeljabinsk en het Hedendaags Humanitair instituut.

## Cultuur
In de stad bevindt zich een streekmuseum, een cultuurpaleis, bibliotheek, school voor creativiteit en een recreatiepark.
In de stad bevinden zich een aantal gebouwen uit de 18e en 19e eeuw, waaronder Gostiny Dvors, een aantal passages, een hotel, kerken en moskeeën, handelshuizen en de huizen van handelaars, uitgevoerd in verschillende Russische architectuurstijlen. In stad bevindt zich verder een Tweede Wereldoorlogsmonument.

## Geboren
Genna Sosonko (1943), Nederlands schaakgrootmeester
| 1897   | 1926   | 1939   | 1959   | 1970   | 1979   | 1989   | 2002   |
| ------ | ------ | ------ | ------ | ------ | ------ | ------ | ------ |
| 23.100 | 30.000 | 47.000 | 76.300 | 85.500 | 87.500 | 90.077 | 83.862 |

Bestuurlijk centrum: Tsjeljabinsk

Asja · Bakal · Jemanzjelinsk · Joerjoezan · Joezjno-oeralsk · Karabasj · Kartaly · Kasli · Katav-Ivanovsk · Koesa · Kopejsk · Korkino · Kysjtym · Magnitogorsk · Miass · Minjar · Njazepetrovsk · Oest-Katav · Ozjorsk · Plast · Satka · Sim · Snezjinsk · Trjochgorny · Troitsk · Tsjebarkoel · Verchneoeralsk · Zlato-oest